# Символдрама
Символдрама (Кататимно-імагінативна психотерапія, кататимне переживання образів, метод «сновидінь наяву») (з гр. symbolon — умовний знак і drama — дія) - один із напрямів сучасної психоаналітично орієнтованої психотерапії. Метафорично символдраму можна назвати “психоаналізом за допомогою образів”. Основним завданням символдрами є перетворення фантазії у форму образів на вільну або задану психотерапевтом тему (мотив). Психотерапевт виконує при цьому супроводжувальну функцію.
Офіційна назва методу в Німеччині, Австрії, Швейцарії, Чехії, Словаччині, Естонії, Литві, Латвії – Кататимно-імагінативна психотерапія; офіційна назва методу в Нідерландах, Швеції, Російській Федерації, Україні, Республіці Білорусь та Республіці Казахстан – символдрама.
Метод розроблений відомим німецьким психотерапевтом професором Ханскарл Льойнер (1919–1996). З усіх відомих нині напрямів психотерапії, які використовують роботу з уявними образами, символдрама є найглибше опрацьованим, системно організованим методом, який має фундаментальну теоретичну та експериментальну базу. В основі методу лежать концепції класичного та сучасного психоаналізу. Метод має також багато спільного з теорією архетипів К.-Г.Юнга та розробленим ним методом активного уявляння. Появі символдрами як самостійного напрямку в психотерапії передувала тривала експериментальна робота, проведена Льойнером на базі клініки нервових хвороб Марбурзького університету в 1948-1954 рр. Сьогодні символдрама поширена в Німеччині, Австрії, Швейцарії, Нідерландах, Швеції, Чехії, Словаччині, Росії, Україні, Республіці Білорусь, Республіці Казахстан, Естонії, Литві та Латвії. Метод офіційно визнаний системою медичного страхування ряду європейських країн. Висока ефективність символдрами доведена численними дослідженнями (Льойнер Х., 1996; Обухов Я.Л., 2005; Омельченко Я.М.; Боєв І.В., Обухов Я.Л., 2009; Leuner, H. 1954, 1955; Stigler M; Pokorny D., 2008, 2012; Ullmann H.; Wilke E., 2012 та ін.).
Історія розвитку символдрами на пострадянському просторі починається з 1994 року, коли на російську мову Я.Обуховим були перекладені деякі роботи Х. Льойнера і почалося проведення навчальних сертифікаційних семінарів з основ техніки символдрами. За цей час навчання пройшло кілька тисяч фахівців із понад 70 міст Росії, України, Білорусії і Казахстану, багато з яких використовують символдраму як основний психотерапевтичний метод.
Міжнародне товариство Кататимного переживання образів та імагінативних методів у психотерапії та психології (МТКПО) та Інститут Кататимно-імагінативної психотерапії у м.Геттінген (Німеччина) делегували право здійснювати навчання символдрамі Міжрегіональній громадській організації сприяння розвитку символдрами – Кататимно-імагінативної психотерапії (МГО СРС КІП). Згідно із статутом, МГО СРС КІП також сприяє організації навчально-методичної роботи з метою підвищення кваліфікації психотерапевтів, психологів і педагогів, фахівців суміжних галузей, медичних працівників і соціальних працівників, зайнятих у сферах охорони психічного здоров’я населення.
МГО СРС КІП була створена як громадська організація, метою діяльності якої є розвиток і поширення методу символдрами; об’єднання психологів, психотерапевтів, лікарів, соціальних працівників для вільного обміну досвідом та взаємного розвитку. У рамках спільноти існують регіональні відділення, що діють на підставі власної психотерапевтичної практики фахівців, які їх представляють, за інформаційної та дидактичної підтримки МГО СРС КІП. Кожне регіональне відділення має можливість творчо розвиватися у своїй психотерапевтичній, науково-дослідній та організаційній діяльності – за умови дотримання етичних правил і принципів МГО СРС КІП, єдиного стандарту підготовки фахівців та затверджених вимог до навчаючих психотерапевтів і доцентів. Такі регіональні відділення успішно діють у більшості областей України. Офіційно зареєстровані: Київське товариство символдрами, Львівське товариство символдрами, Донецьке товариство символдрами. Групи розвитку символдрами працюють також у Вінниці, Житомирі, Запоріжжі, Дніпропетровську, Кам’янці-Подільському, Кривому Розі, Луганську, Миколаєві, Одесі, Рівному, Ужгороді, Харкові, Херсоні, АР Крим.
У 2014 р. в Україні – за погодженням з правлінням МГО СРС КІП – була зареєстрована незалежна громадська організація «Інститут розвитку символдрами і глибинної психології» (ІРСГП), з якою МГО СРС КІП уклала договір про співпрацю. Інститут розвитку символдрами і глибинної психології реалізує освітні та науково-дослідні програми МГО СРС КІП на території України, сприяє виданню фахового журналу «Символдрама», забезпечує роботу сайту і секретаріату МГО СРС КІП, здійснює взаємодію з адміністративними органами України, веде податкову звітність.
Загальні збори доцентів МГО СРС КІП визначають і затверджують програми навчання символдрамі, сертифікацію фахівців, освітні стандарти. Інститут розвитку символдрами і глибинної психології працює відповідно до Етичного кодексу МГО СРС КІП.

## Психотерапія за методом символдрама
Психотерапія за методом символдрами застосовується при:
- неврозах та невротичних розладах особистості;
- невротичних страхах і фобіях;
- депресивних розладах;
- психосоматичних розладах;
- психотерапії прикордонних станів (Borderline);
- вирішенні сексуальних проблем;
- допомозі в розв’язанні сімейних проблем;
- психотерапії дітей та підлітків;
- допомозі людям, що пережили горе втрати близької людини;
- супроводі і підтримці помираючих;
- роботі з екзистенційними проблемами.

Символдрама також успішно використовується в психологічному консультуванні та коучингу. Елементи символдрами можуть бути застосовані у тренінгах особистісного росту, а також у програмах розвитку креативності для дітей, підлітків і дорослих.
Психотерапія за методом символдрама проводиться в індивідуальній та груповій формах, а також у формі психотерапії пар, коли образи одночасно представляють або друзі / партнери, або дитина з одним із батьків. 
Символдрама добре поєднується з класичним психоаналізом, психодрамою, гештальт-терапією та ігровою психотерапією.
Зазвичай, покращення настає вже після декількох сеансів, до того ж іноді навіть один єдиний сеанс може значно допомогти клієнту позбавитися від патологічної симптоматики або вирішити проблемну ситуацію.